# Richard Hughes (Fußballspieler)
Richard Daniel Hughes (* 25. Juni 1979 in Glasgow) ist ein schottischer Fußballfunktionär und ehemaliger -spieler. Er ist seit 2024 als Sportdirektor  beim FC Liverpool tätig.

## Karriere
Richard Hughes wuchs in Italien auf, da sein Vater Kevin als Spielerberater und Scout in Mailand tätig war. Hughes spielte in der Jugend von Atalanta, bis er im Alter von 18 Jahren in das Vereinigte Königreich zurückkehrte. Anschließend spielte er von 1997 bis 1998 in der Jugendmannschaft von FC Arsenal. 1998 wurde der linke Mittelfeldspieler von AFC Bournemouth abgeworben. Ab diesem Zeitpunkt spielte er in der ersten Mannschaft von Bournemouth. 2002 wechselte er zum FC Portsmouth, der ihn im ersten Halbjahr 2003 an Grimsby Town verlieh. Im Jahr 2011 beendete er seine Laufbahn in Portsmouth, bevor er von 2012 bis 2014 noch einmal für Bournemouth auflief.
Hughes spielte fünfmal im schottischen Nationalteam.
Unmittelbar nach dem Ende seiner Spielerkarriere wurde Hughes zum Technischen Direktor seines letzten Clubs Bournemouth ernannt und bekleidete diesen Posten bis Mai 2024. Ab 1. Juni 2024 ist er als Sportdirektor beim FC Liverpool tätig.